# Alansmia acrosora
Alansmia acrosora är en stensöteväxtart som först beskrevs av A.Rojas, och fick sitt nu gällande namn av A.Rojas. Alansmia acrosora ingår i släktet Alansmia och familjen Polypodiaceae. Inga underarter finns listade.